# Нещо във въздуха
„Нещо във въздуха“ е български игрален филм (драма) от 1993 година на режисьора Петър Попзлатев, по сценарий на Константин Павлов. Оператор е Стефан Иванов. Музиката във филма е композирана от Георги Генков.

## Сюжет
Някъде през 70-те, на Черноморския бряг. Самотен енигматичен мъж е преследван от друг такъв, подобен на самия него. Но също така непредсказуем и неразгадаем. Роботи кукли, сенки на самите себе си? Какви са тези две самотни същества и защо блуждаят на морския бряг, чиято красота отдавна е похлупена от тоталитарния бит? По своеобразен път Преследвача се превръща в Двойник, а Двойника – в машина на преследването, която убива духовния интериор. Парадоксално. Човекът разгражда самия себе си.

## Актьорски състав
- Валентин Ганев
- Ивайло Христов
- Светлана Янчева
- Детелина Лазарова
- Христо Гърбов
- Радослав Блажев
- Александър Дойнов – Агента
- Петър Попйорданов
- Александър Трифонов
- Ани Вълчанова
- Анета Петровска
- Борис Чакринов
- Владимир Пенев
- Димитър Милушев
- Илия Пенев
- Кръстьо Лафазанов – Германецът
- Мая Новоселска
- Нели Топалова
- Рангел Вълчанов
- Стефан Джуров

## Награди
- Наградата за сценарий на Константин Павлов на ФБФ (Варна, 1994).